# Munnogonium falklandicum
Munnogonium falklandicum är en kräftdjursart som först beskrevs av Nordenstam 1933.  Munnogonium falklandicum ingår i släktet Munnogonium och familjen Paramunnidae. Inga underarter finns listade i Catalogue of Life.